# NGC 5922
NGC 5922 — двойная звезда в созвездии Волопас.
Этот объект входит в число перечисленных в оригинальной редакции «Нового общего каталога».